# سوزوکی دایستسو تیتارو
سوزوکی دایستسو تی‌تارو (ژاپنی: 鈴木 大拙 貞太郎؛ ۱۸ اکتبر ۱۸۷۰ – ۱۲ ژوئیهٔ ۱۹۶۶) مؤلف، مربی و محقق ذن (یا چان) بودیسم اهل ژاپن بود.
وی همچنین برندهٔ جوایزی همچون شخص افتخار فرهنگ شده‌است.